# Plus grandir
Plus grandir – czwarty album kompilacyjny francuskiej piosenkarki Mylène Farmer, wydany 20 sierpnia 2021 roku przez Polydor Records. Album zadebiutował na pierwszym miejscu list przebojów Belgii i Francji.

## Lista utworów
CD1
| Nr  | Tytuł utworu                                                 | Autorzy                                 | Długość |
| --- | ------------------------------------------------------------ | --------------------------------------- | ------- |
| 1.  | „Plus grandir”                                               | Mylène Farmer, Laurent Boutonnat        | 4:05    |
| 2.  | „Libertine” (Mix 2001)                                       | Jean-Claude Déquéant, Laurent Boutonnat | 3:30    |
| 3.  | „Tristana”                                                   | Mylène Farmer, Laurent Boutonnat        | 4:40    |
| 4.  | „Sans contrefaçon”                                           | Mylène Farmer, Laurent Boutonnat        | 3:52    |
| 5.  | „Ainsi soit je...”                                           | Mylène Farmer, Laurent Boutonnat        | 4:32    |
| 6.  | „Pourvu qu'elles soient douces” (Single Version)             | Mylène Farmer, Laurent Boutonnat        | 4:12    |
| 7.  | „Allan” (Live Au Forest National De Bruxelles / 1989 / Edit) | Mylène Farmer, Laurent Boutonnat        | 5:13    |
| 8.  | „À quoi je sers...”                                          | Mylène Farmer, Laurent Boutonnat        | 4:36    |
| 9.  | „Sans logique” (Logical Single Mix)                          | Mylène Farmer, Laurent Boutonnat        | 4:05    |
| 10. | „Plus grandir” (Live Mix)                                    | Mylène Farmer, Laurent Boutonnat        | 4:10    |
| 11. | „Regrets”                                                    | Mylène Farmer, Laurent Boutonnat        | 4:45    |
|     |                                                              |                                         | 47:40   |

CD2
| Nr  | Tytuł utworu                                          |                                  | Długość |
| --- | ----------------------------------------------------- | -------------------------------- | ------- |
| 1.  | „Je t'aime mélancolie” (New Radio Remix)              | Mylène Farmer, Laurent Boutonnat | 4:23    |
| 2.  | „Désenchantée”                                        | Mylène Farmer, Laurent Boutonnat | 4:48    |
| 3.  | „Que mon cœur lâche” (Radio Edit)                     | Mylène Farmer, Laurent Boutonnat | 4:08    |
| 4.  | „Beyond My Control” (Single Mix)                      | Mylène Farmer, Laurent Boutonnat | 4:51    |
| 5.  | „My Soul Is Slashed”                                  | Mylène Farmer, Laurent Boutonnat | 4:17    |
| 6.  | „XXL” (Single Version)                                | Mylène Farmer, Laurent Boutonnat | 4:25    |
| 7.  | „L'Instant X” (Radio Edit)                            | Mylène Farmer, Laurent Boutonnat | 4:15    |
| 8.  | „Comme j'ai mal”                                      | Mylène Farmer, Laurent Boutonnat | 3:56    |
| 9.  | „Rêver” (Radio Edit)                                  | Mylène Farmer, Laurent Boutonnat | 4:54    |
| 10. | „California” (Radio Edit)                             | Mylène Farmer, Laurent Boutonnat | 4:15    |
| 11. | „La Poupée qui fait non” (Live à Bercy, Paris / 1996) | Franck Gérald, Michel Polnareff  | 4:24    |
| 12. | „Ainsi soit je...” (Live à Bercy, Paris / 1996)       | Mylène Farmer, Laurent Boutonnat | 4:41    |

## Notowania
| Notowanie (2021)                       | Pozycja na liście |
| -------------------------------------- | ----------------- |
| Belgia (Ultratop 200 Albums, Flandria) | 153               |
| Belgia (Ultratop 200 Albums, Wallonia) | 1                 |
| Francja (SNEP)                         | 1                 |
| Szwajcaria (Alben Top 100)             | 69                |